# الیولتون
الیولتون (به پرتغالی: Elivélton Alves Rufino) هافبک اهل برزیل است که در شهر Serrania و در تاریخ ۳۱ ژوئیهٔ ۱۹۷۱ به دنیا آمده‌است.
الیولتون در تیم‌های فوتبال سائوپائولو سابقهٔ حضور دارد.